# A pofonok földje
A pofonok földje (angol: Kung Fu Hustle kínai: 功夫, pinjin: Gōngfu) 2004-ben bemutatott hongkongi harcművészeti elemeket alkalmazó filmparódia Stephen Chow rendezésében.
A wuxia műfaj paródiája, sok túlzással, komoly szituációval és komikus cselekménnyel. Stephen Chownak ez az egyetlen olyan filmje, amely csak a vége felé válik komollyá.
A látványeffektek használatáért és a majdnem képregényszerű stílusért elismerő kritikákat kapott. Erős ellentétben áll olyan nemrég megjelent, nyugaton feltűnést keltő kungfu filmekkel, mint a Tigris és sárkány és a Hős. A számítógépes animációk és a film második felében megjelenő képregényszerű jelenetek ellenére nagy tisztelettel adóznak az 1970-es évek kungfufilmek veteránjainak, akik még igazi harcművészek voltak. A korai harcjelenetek közül sok valódi harcművészeti technika szerepel a filmben, például a "buddhista tenyér" stílus, amely a filmben többször szerepel, olyan kungfu stílus, ami minden alkalommal szóba kerül, ha a kínaiak nyitott öklös technikát használnak.
A filmet 2004. december 23-án mutatták be és majdnem mindenhol pozitív kritikát kapott. Hongkongban az első héten majdnem ötmillió HKD bevételt hozott, nem sokkal később már ez volt minden idők legjövedelmezőbb hongkongi filmje; Amerikában pedig a 2005-ös év legtöbb bevételt hozó idegen nyelvű filmje volt.

## Cselekmény
Hongkongban található Szutyok köz, melynek szegény lakó békésen élik életüket, egyedüli problémájuk a háziúrral és házinénivel volt. Ám egyszer csak megjelenik a Baltás banda, akiktől egész Hongkong retteg és most Szutyok közre fáj a foguk. Ám a banda azzal nem számol, hogy a hely lakói közt rengetegen mesterei valamely harcművészetnek, így folyamatosan vereséget szenvednek. A Batás banda mindenféle embert küld már a lakók ellen, majd végül Singet, a kisstílű tolvajt küldi be Szutyok közbe, hogy elvégezze a munkájukat.

## Szereplők
| Színész         | Szerep                  | Magyar hang       |
| --------------- | ----------------------- | ----------------- |
| Stephen Chow    | Sing                    | Karácsonyi Zoltán |
| Xiaogang Feng   | A Krokodil banda vezére | Thuróczy Szabolcs |
| Wah Yuen        | Háziúr                  | Borbiczki Ferenc  |
| Zhi Hua Dong    | Nudli                   | Verebély Iván     |
| Kwok-Kwan Chan  | Sum testvér             | Scherer Péter     |
| Chi Chung Lam   | Bone, Sing társa        | Schmied Zoltán    |
| Siu-Lung Leung  | A fenevad               | Pálfai Péter      |
| Qiu Yuen        | Házinéni                | Börcsök Enikő     |
| Chi Ling Chiu   | Szabó                   | Cs. Németh Lajos  |
| Cheung-Yan Yuen | Csavargó                | Varga Tamás       |
| Suet Lam        | A Baltások alvezére     | Bicskey Lukács    |
| Kai Man Tin     | A Baltások tanácsadója  | Magyar Attila     |
| Wen Hui He      | Jiang Bao, a borbély    | Elek Ferenc       |